# Tamaloukte
Tamaloukte (franska: Tamaloukte (CR), Tamaloukte (Commune Rurale), arabiska: تافراوتن) är en kommun i Marocko.   Den ligger i provinsen Taroudannt och regionen Souss-Massa, i den centrala delen av landet, 400 km söder om huvudstaden Rabat. Antalet invånare är 4 982.